# Пролећна изложба УЛУС-а (2021)
Пролећна изложба УЛУС-а (2021), одржана у периоду од 13. маја до 4. јуна 2021. године. Изложба је представљена у галеријском простору Удружења ликовних уметника Србије, односно у Уметничком павиљону "Цвијета Зузорић". На овој изложби награђени су сви излагачи.

## Излагачи
1. Тамара Агић
2. Катарина Анђелковић
3. Тони Аничин
4. Сара Апостоловић
5. Јелена Аранђеловић
6. Елена Атрашкевић Златковић
7. Дејан Богојевић
8. Јована Бралетић
9. Ненад Бурнић
10. Драгиша Ћосић
11. Маја Ћук
12. Андреј Чикала
13. Кристина Драшковић Боцков
14. Александра Ђукић
15. Бранко Ђукић
16. Коштана Ђурић
17. Марија Ђурић
18. Михал Ђуровка
19. Мирољуб Филиповић Филимир
20. Ненад Гајић
21. Едвина Худецкова
22. Александра Илић
23. Јанко Илић
24. Катарина Илијашевић
25. Рада Качаревић
26. Дуња Карановић
27. Јелена Каришик
28. Данијела Кнежевић
29. Горан Ковачевић
30. Јадран Крнајски
31. Александар Кржавац
32. Ивана Куцина
33. Шана Кулић
34. Владимир Лалић
35. Милорад Лазић
36. Маја Лилић
37. Јевросима Лукић
38. Никола Марковић
39. Николета Марковић
40. Андреј Мирчев
41. Тања Марковић
42. Јелена Меркур
43. Владимир Милановић
44. Марија Милинковић
45. Влада Милинковић
46. Драгана Миливојевић Стојановић
47. Нађа Миливојевић
48. Далибор Милојковић
49. Тијана Цветковић
50. Вахида Рамујкић
51. Chow Sing Tai
52. Ружица Митровић
53. Љубица Младеновић
54. Зорица Никић
55. Уна Новосел
56. Маријана Оро
57. Никола Павловић
58. Племе Ф20
59. Миња Пољак
60. Даринка Поп Митић
61. Вера Радојевић
62. Никола Радосављевић
63. Урош Ранковић
64. Јелена Ракић
65. Софија Ракиџић
66. Теодора Ракиџић
67. Јасмина Сарић
68. Јована Сибиновић
69. Маја Симић
70. Наталија Симеоновић
71. Андреј Синадиновић
72. Јелена Сташевић
73. Тијана Сташевић Мијаиловић
74. Добри Стојановић
75. Татјана Стругар
76. Живка Сувић
77. Милош Шарић
78. Сара Танасковић
79. Јелена Трајковић
80. Слободан Врачар
81. Ненад Вучковић
82. Ненад Зељић
83. Тијана Зорић